# Danh sách phim THVL phát sóng năm 2025
Đây là danh sách phim do THVL phát sóng trong năm 2025.
←2024 - 2025 - 2026→

## THVL1 - Phim truyện giờ vàng

### Khung 20 giờ
Những bộ phim này phát sóng từ 20:00 đến 20:50 các ngày từ thứ Hai đến thứ Bảy trên kênh THVL1.
| Thời gian               | Tên                  | Số tập | NSX             | Đoàn làm phim | Bài hát chủ đề                                       | Thể loại           | Ghi chú                                                                                                  |
| ----------------------- | -------------------- | ------ | --------------- | --- | ---------------------------------------------------- | ------------------ | --- |
| 29 tháng 1 – 20 tháng 2 | Chợ tết tình quê     | 20     | Phương Nam Phim | Quách Khoa Nam (đạo diễn); Phan Mộng Thúy (biên kịch); Trình Mỹ Duyên, Vũ Đằng, Quang Thái, Phương Uyên, Ngọc Xuyên, Thanh Bình, Mai Sơn Lâm, Phương Bình, Trần Bích Hằng, Hoài An, Bella Mai,Minh Đăng, Lê Trang, Huỳnh Nhu, Nghiêm Nhi, Lâm Thắng, Bửu Đa, Hinh Hùng, Tiêu Anh Tuấn, Dương Lan Anh, Chu Nhã Mi, Cao Thùy Linh, Vĩnh Khang,...                                                                               | Nói với mùa xuân Thể hiện: Phương Vy - Lê Minh (MTV) | Lãng mạn, hài kịch | Sản xuất dịp Tết Nguyên Đán 2025 Hoãn tập 1 vào ngày 28 tháng 1 để phát chương trình Tết Nguyên Đán 2025 |
| 21 tháng 2 – 10 tháng 4 | Yêu lần nữa          | 42     | NDFilm          | Nguyễn Dương (đạo diễn); Quốc Thiều, Hạ Khuê (biên kịch); Tường Vi, Nguyễn Quốc Trường Trịnh, Vũ Mạnh Cường, Ngân Hòa, Phúc An, Mai Huỳnh, Phương Dung, Thu Tuyết, Huỳnh Như Đan, Hồ Giang Bảo Sơn, Lê Ngọc Trinh, Tim, Nguyên Vũ, Chinh Phạm, Lê Phương Anh Dũng, Hải Lý, Hoàng Ngân, Trần Phan Hoàng Yến, Phạm Hy, Nghiêm Nhi, Huỳnh Phú, Thái Trà My, Lý Kiệt, Mai Tâm Như,...                                             | Yêu em lần sau Thể hiện: Tuyết Mai                   | Lãng mạn           | |
| 11 tháng 4 – 13 tháng 6 | Chiếc vòng ngọc bích | 54     | NDFilm          | Nguyễn Dương (đạo diễn); Quốc Thiều, Hạ Khuê (biên kịch); Anh Tài, Lê Hạ Anh, Huỳnh Trường Thịnh, Đàm Phương Linh, Võ Thành Tâm, Lê Bê La, Mai Sơn Lâm, Hoài An, Công Ninh, Phúc An, Trần Phan Hoàng Yến, Tú Tri, Dollar Phát, Dạ Chúc, Bảo Ngọc, Lê Phương Anh Dũng, Võ Trần Hoài Bảo, Lê Quốc Đông, Ngô Ngọc Sơn, Chinh Phạm, Dương Lan Anh, Hoàng Ngân, Đào Nhật Minh, Nguyễn Hoàng Trọng, Nguyễn Thanh Tùng, Bảo Ngọc,... | Trái tim của cha Thể hiện: Anh Tài                   |                    | Hoãn 1 tập vào ngày 24 tháng 5 trong thời gian Quốc tang Chủ tịch nước Trần Đức Lương                    |
| 14 Tháng 6 –            | Gió ngược chiều      |        | M&T Pictures    | Nguyễn Quang Minh (đạo diễn), Lê Minh Thành, Quốc Huy, Yeye Nhật Hạ, Huỳnh Hồng Loan,... |                                                      |                    | |

### Khung 21:00 thứ Hai - thứ Ba
Những bộ phim này phát sóng từ 21:00 đến 21:30 các ngày từ thứ Hai đến thứ Ba trên kênh THVL1.
| Thời gian   | Tên   | Số tập | NSX           | Đoàn làm phim | Bài hát chủ đề                         | Thể loại | Ghi chú                                                                 |
| ----------- | ----- | ------ | ------------- | --- | -------------------------------------- | -------- | ----------------------------------------------------------------------- |
| 3 tháng 2 – | Duyên |        | Hãng phim Mia | Nguyễn Phương Điền (đạo diễn); Phương Vỹ (biên kịch); Nhan Phúc Vinh, Tăng Huỳnh Như, Trần Ngọc Vàng, Lý Hồng Ân, Đào Anh Tuấn, Lam Tuyền, Tạ Bá Nghị, Võ Đình Hiếu, Khánh Huyền, Kiều Trinh Xíu, Thân Thúy Hà, Hiếu Nguyễn, Bá Cường, Oanh Kiều, Trúc Mây, Hoài An, Hoàng Vũ, Kiều Trinh, Sỹ Toàn, Thành Công, Xuân Hiệp, Nguyễn Đình Hiếu, Mai Dũng, Thư Nguyễn, Thum, Mai Chi, Hồ Giang Bảo Sơn, Trương Lộc, Hoàng Luân, Luật sư Minh, Phạm Văn Long, Hồ Văn Lợi, Võ Văn Thẫm, Hồng Thắm, Trần Văn Minh, Thúy Nga, Võ Khánh Phượng, Tiêu Anh Tuấn, Nguyễn Việt Xinh, Ngô Văn Tiến, Nguyễn Hoài Phong, Hồng Anh, Phạm Hùng, Đình Triết,... | Hay mình gọi đây là yêu Thể hiện: Lyly |          | Hoãn tập 1 vào ngày 28 tháng 1 để phát chương trình Tết Nguyên Đán 2025 |